# Controle biológico
No controle de pragas, o controle biológico (português brasileiro) ou controlo biológico (português europeu) é o uso de inimigos naturais para diminuir a população de organismos considerados pragas. Baseia-se, assim, em relações ecológicas antagônicas entre espécies, tais como a predação, o parasitismo e a herbivoria, ou outros mecanismos de ofensa entre espécie, que atinjam a espécie considerada como praga a ser combatida, mas tipicamente manejada ativamente por intervenção humana ativa. Trata-se de um dos pilares fundamentais da estratégia do Manejo Integrado de Pragas (MIP). 
O principal objetivo do controle biológico é reduzir o impacto ambiental das intervenções de controle de pragas, principalmente os danos acumulativos trazidos à lavoura e saúde humanas e ambiental pelo uso de métodos de controle químico de pragas. O controle biológico é considerado como uma utilização de recursos naturais para o controle do número de plantas e animais indesejáveis, pelos seus inimigos naturais, locais ou introduzidos. Compreende também o controle de patógenos e pragas como as “ervas daninhas”. É considerada uma estratégia de baixo risco ambiental, dado o mecanismo de densidade recíproca, onde uma população é controlada por outra população, isto é, um inseto praga é sempre controlado por outro inseto, que por sua vez é predador do inseto praga e assim mantem o equilíbrio natural do ambiente, onde se uma das populações aumenta simultaneamente a outra também irá aumentar.
Consideram-se três abordagens gerais para o controle biológico de pragas: o controle biológico clássico, onde um inimigo natural bem conhecido de uma praga em sua região de origem é intencionalmente importado para aplicação local como agente de controle; o controle biológico aumentativo, no qual uma grande quantidade de indivíduos (solturas inundativas) de um determinado inimigo natural é liberada no local da infestação visando uma rápida redução da prevalência da praga; e o controle biológico conservativo, no qual são administradas intervenções moderadoras no ambiente infestado de forma a restabelecer e favorecer as populações de inimigos naturais . Vale notar que o controle biológico aumentativo geralmente depende do estabelecimento de criação laboratorial de larga escala de uma espécie a ser comercializada como um produto; com o efeito de que esta abordagem tem boa aceitação do mercado por lembrar a dinâmica dos inseticidas por controle químico, dado o efeito visível no curto prazo.

## História
O termo “Controle Biológico” foi mencionado pela primeira vez em 1919 por H.S. Smith para referenciar o uso de inimigos naturais no controle de insetos-praga em cultivos. Historicamente, estratégias típicas de controle biológico vêm sendo implementadas pela humanidade desde a Antiguidade, a exemplo da criação e instalação proposital de ninhos de formigas predadoras em pomares de citrus na China antiga .
O interesse no aprimoramento de técnicas de controle biológico era alto no início do século XX, mas foi ofuscado pelo desenvolvimento dos inseticidas modernos. No entanto, a revelação dos danos sendo causados pelo DDT e a popularização pelo livro "A Primavera Silenciosa" alastrou um receio sobre o uso exarcebado do controle químico, haja vista o aparecimento de populações de pragas resistentes a diversas classes de inseticidas industriais. A procura pelos programas de controle biológico de pragas tem crescido consideravelmente no mundo em função do novas diretrizes internacionais de produção agrícola de favorecer a conservação e o uso sustentável dos recursos biológicos, medida básica para Convenção da Biodiversidade. O mercado internacional e nacional demandam fortemente alternativas para o Controle Químico (agrotóxicos), e a utilização de inimigos naturais é uma alternativa promissora.
Os países com maior tradição moderna de controle biológico incluem a Nova Zelândia, a Austrália, os Estados Unidos, o Canadá, a África do Sul e o Brasil. Nos Estados Unidos, a  Califórnia foi o estado pioneiro na prática, fundando um insetário para criação dos insetos importados em São Franscisco no início do século XX. No Brasil, os primeiros programas de controle biológico clássico aconteceram por volta de 1920, quando vespinhas da família Aphelinidae foram introduzidas para controle de hemípteros sugadores de seiva de pomares.
O Brasil utiliza por ano, cerca de 260 mil toneladas de agrotóxicos nas lavouras, onde o consumo de pesticidas aumentou 60% na última década. O controle biológico parece ser uma alternativa não apenas ecologicamente correta, mas também economicamente viável. A quantidade de inseticidas também liberada nas cidades, por exemplo para controle de mosquitos e/ou baratas, poderia ser drasticamente reduzida com maior integração de técnicas de manejo com agentes de controle biológico.

## Subdivisões

### Tipos de controladores
Os controladores biológicos podem ser definidos de três maneiras:
- Parasitoides: São seres vivos que parasitam outros seres impossibilitando-os chegar à fase reprodutiva. O parasitoide passa um período em desenvolvimento internamente ou externamente em um único hospedeiro, que no final do ciclo o mata. Ex.: Evania appendigaster, que ataca ootecas de baratas[11][12], e Ampulex compressa, que ataca baratas de esgoto[13].
- Predadores: Durante todo seu ciclo de vida ou parcialmente são organismos de vida livre que buscam ativamente e matam suas presas. Normalmente são maiores que suas presa e precisam de mais do que uma presa para completar seu ciclo de vida. Ex: Marimbondos e Gaviões.
- Patógenos: Os agentes patogênicos são organismos microscópicos que podem se multiplicar no organismo do seu hospedeiro, podendo causar infecções e outras complicações.

Formiga morta por um fungo patogênico

### Formas de controle
Sistematicamente, reconhecem-se quatro categorias de controle biológico:
- Controle Biológico Natural: situação em que o controle da população da espécie praga independe, essencialmente, de intervenção humana intencional, dada a presença efetiva de diversidade de inimigos naturais atuantes.
- Controle Biológico Artificial: situação em que a interferência é necessária para introduzir ou estimular predadores, parasitoides ou patógenos a agirem sobre a população praga a ser mitigada ou eliminada.
- Controle Biológico Clássico: em essência, uma das abordagens artificiais, em que decide-se por introduzir de forma definitiva, por meio de importação, algum inimigo natural, normalmente focando no controle de alguma praga também exótica. A liberação é realizada com um número reduzido de indivíduos por algumas vezes no local, como uma medida de controle a longo prazo, pois a população dos inimigos naturais tende a aumentar com o passar do tempo e, portanto, geralmente se aplica apenas sobre situações de culturas semi-perenes ou perenes.
- Controle Biológico Aumentativo: geralmente trata-se de liberações pontuais de inimigos naturais para um controle localizado no tempo e no espaço, sem intenção marcante de estabelecer uma nova população local.